# Dresdenska stolnica
Dresdenska stolnica ali stolnica Svete Trojice v Dresdnu, prej katoliška cerkev kraljevega dvora Saške, imenovana v nemščini Katholische Hofkirche in od leta 1980 znana tudi kot Kathedrale Sanctissimae Trinitatis, je katoliška stolnica v Dresdnu.
Vedno najpomembnejša katoliška cerkev v mestu je bila leta 1964 povzdignjena v status stolnice škofije Dresden–Meissen. Stoji v bližini reke Labe v zgodovinskem središču Dresdna v Nemčiji.
Je eno od grobišč družine Wettin, vključno s poljskimi monarhi.

## Zgodovina
Hofkirche je ena najpomembnejših znamenitosti Dresdna. Zasnoval jo je arhitekt Gaetano Chiaveri od 1738 do 1751. Cerkev je dal zgraditi Avgust III., volilni knez Saške in poljski kralj, medtem ko je protestantsko mesto Dresden zgradilo Frauenkirche (cerkev Naše Gospe) med letoma 1726 in 1743. Medtem ko je bilo splošno prebivalstvo mesta protestantsko, so bili njegovi vladarji katoliki. Katoliški volilni knez je zgradil stolnico za lastno uporabo in za uporabo drugih visokih uradnikov ter jo povezal s svojim domom, Dresdenskim gradom, z bogato okrašeno Fürstenzug.
Od leta 1743 so bili dekani (Hofprediger) dvorne cerkve po službeni dolžnosti tudi apostolski vikarji saških dednih dežel.
Cerkev je bila močno poškodovana februarja 1945 med bombardiranjem Dresdna v drugi svetovni vojni. Stavbo je do leta 1962 obnovila vzhodnonemška vlada. Nadalje so jo obnovili v začetku 21. stoletja po ponovni združitvi Nemčije, vključno z obnovo mostu do gradu. Danes je stolnica škofije Dresden-Meissen. Podnevi je dovoljen prost vstop.
V stolnici so skrbno restavrirane orgle, zadnje delo priznanega izdelovalca orgel Gottfrieda Silbermanna. Vsebuje tudi rokokojsko prižnico Balthasarja Permoserja.

## Arhitektura in oprema

### Zunanja oblika
Cerkev je pozni primer evropskega baroka. Od zunaj (predvsem od strani) se dobro vidi prostostoječa, visoka osrednja ladja in nižja stranska ladja, ki jo v celoti obdaja. Posledica te ureditve je posebnost cerkve: glavni stolp, ki sedi na sredini, vendar se ne navezuje neposredno na osrednjo ladjo, temveč »le« na stransko ladjo. Na vrhu stolpa lahko vidite napis z velikimi zlatimi črkami na kamnu. To se začne z D.O.M., kar pomeni Deo Optimo Maximo (nemško 'Najboljšemu in najvišjemu bogu', naslov, ki je bil rezerviran za najvišjega boga Jupitra v Rimskem cesarstvu).
Dimenzije cerkve:
- Bruto tlorisna površina: 4800 m² (merjeno s tem je Hofkirche največja cerkvena stavba na Saškem)
- Skupna dolžina: 92 m
- Skupna širina: 54 m
- Višina stolpa: 86 m
- Osrednja ladja (notranje mere): 52,36 m (dolžina) × 17,56 m (širina) × 32,20 m (višina)
- Stranski ladji (notranje mere): 39,20 m (dolžina) × 9,52 m (širina) × 15,95 m (višina)

### Notranje oblikovanje
Notranjost je razdeljena na glavno ladjo, dve stranski ladji in štiri vogalne kapele. Posebnost je procesijska pot, ki poteka okoli glavne ladje. Integrirana je bila v cerkveno stavbo, ker je bila na protestantski Saški prepovedana kakršna koli katoliška verska praksa na prostem in je mesto uspelo prepovedati procesije dvorne cerkvene skupnosti zunaj stavbe.
Posebej velja omeniti izrezljano baročno prižnico Balthasarja Permoserja, ki je bila izdelana za Alte Hofkirche v operni hiši leta 1712 in za katero je Johann Joseph Hackl, ki je ustvaril tudi rezbarije spovednic, po preselitvi v Hofkirche leta 1748. Rezbarije so bile premazane z belim alabastrnim lakom. 4,20 metra visoko razpelo in šest srebrnih svečnikov je delo Josepha Ignaza Bauerja iz Augsburga.
Brata Aglio sta izdelala veliki oltar iz marmorja in pozlačenih bronastih okraskov. Oltarna slika, ki jo je med letoma 1752 in 1761 ustvaril dresdenski dvorni slikar Anton Raphael Mengs, ki prikazuje vnebohod Jezusa Kristusa in je precej velika z višino 10 metrov in širino 4,50 metra. Slika, ki se je začela v Rimu leta 1752, je prišla v Dresden leta 1765. Njegov okvir je oblikoval dvorni galerijski kipar Joseph Deibel.
V Hofkirche so orgle, ki jih je oblikoval Gottfried Silbermann, dokončali pa so jih njegovi učenci. Je najnovejše in hkrati edino ohranjeno od štirih mojstrovih del v Dresdnu. Inštrument je bil posvečen 2. februarja 1755. Od leta 1963 dalje je orgle, ki so bile predelane v 19. in 20. stoletju, podjetje Jehmlich restavriralo tako, da so bile podobne originalu in delno tehnično preoblikovalo.

### Zvonovi
Dvorna cerkev je morala sprva brez zvonov, saj je bilo na Saškem v 18. stoletju določeno: »Luteranska vera je tukaj in po vsej državi prevladujoča; Toda drugi reformirani in katoliški kristjani imajo svoja brezplačna bogoslužja in svoje kapele, samo brez zvonov.«  Avgust III. je leta 1747 naročil zvon pri dresdenskem ustanovitelju zvonov Johannu Gottfriedu Weinholdu; vendar ga je bilo to treba zaenkrat shraniti v glavno orožarno. S pogodbo iz Posena leta 1806 je bilo z izenačitvijo verske svobode na Saškem omogočeno izvajanje rimskokatoliškega bogoslužja. V tem okviru bi lahko dokončali in obesili tudi zvonove. Leta 1807 je Friderik Avgust Pravični obstoječemu velikemu zvonu iz leta 1747 podaril tri zvonove. Najmanjši zvon je padel v bombnem napadu 13. februarja 1945. Po vojni so zvonove obesili v provizorični zvonik, narejen iz mestnega železa. Ob 250-letnici posvetitve stolnice so zvon razširili na zvon Svetega Duha - z napisom: Oznanjujte domovini vero, upanje, ljubezen, lit anno domini 2001 ob 250-letnici posvetitve sv. Hofkirche. Vsi zvonovi so bili obešeni v leseni hrastov zvonik.

## Pokopi
V kriptah je pokopano srce kralja Avgusta Močnega skupaj z zadnjim kraljem Saške in posmrtnimi ostanki 49 drugih članov družine Wettin, pa tudi ostanki ljudi, ki so se poročili v družino, kot je princesa Maria Carolina Savojska, žena Antona Saškega.
Najstarejša od štirih kript, kripta ustanoviteljev, hrani grobnice poljskega kralja Avgusta III., enega redkih poljskih kraljev, ki so bili pokopani zunaj Vavelske stolnice v Krakovu, in zadnje poljske kraljice Marije Jožefe. Je tudi grob srca kralja Avgusta Močnega, čigar truplo je bilo pokopano v Vavelski stolnici, ter poljskega vladarja in prvega saškega kralja Friderika Avgusta I. Saškega. Poljski knezi in princese so pokopani v kripti ustanoviteljev in Veliki kripti.

## Galerija
- Grobnice poljskega kralja Avgusta III. in kraljice Marije Jožefe
- Pred Elbterrasse
- Grb Poljsko-litovske skupne države na pročelju
- Veliki oltar iz ladje
- Oltarna slika
- Pokop srca kralja Avgusta II. Močnega
- Grobnica poljske princese Marije Margarete
- Grobnice v Novi kripti
- Notranjost s Silbermannovimi orglami
- Kip svetega Kazimirja
- Kip Vaclava I., češkega vojvode
- Kip Marije Magdalene
- Kip svetega Petra